# Rimavská Baňa
Rimavská Baňa (allemand : Kleinsteffelsdorf, hongrois : Rimabánya) est un village de Slovaquie situé dans la région de Banská Bystrica.

## Histoire
La première mention écrite du village date de 1270.

## Démographie

### Évolution de la population
| Année:               | 1994. | 2004.   | 2014.    | 2024.   |
| -------------------- | ----- | ------- | -------- | ------- |
| Nombre de personnes: | 408   | 440     | 536      | 502     |
| Différence:          |       | +7,84 % | +21,81 % | -6,34 % |

| Année:               | 2023. | 2024.   |
| -------------------- | ----- | ------- |
| Nombre de personnes: | 510   | 502     |
| Différence:          |       | -1,56 % |